# 愛を〜LOVE IS ON〜
『愛を 〜LOVE IS ON〜』(あいを ラブ・イズ・オン）は、2015年9月16日に発売されたEPOのオリジナル・アルバム。CDジャケットはデジパック仕様となっている。発売元はEPOの個人レーベルeponica Record。

## 概要
EPOのデビュー35周年を記念して15年ぶりにリリースされたアルバム。″自分に愛を″ がテーマとなっており、″人を大事にしたいならまずは自分が幸せになることが大切″ という思いが込められている。楽曲は全てEPO自身による作詞、作曲、編曲、プロデュースによって制作されたポップナンバー全11曲が収録されている。EPOは今作を完成させたことで、妥協なく作ってきた歌は自身の中の大切な一部であり全体となり、POPな楽曲の全てを愛せる自分に成長出来たとし、それは音楽家としても歌い手としても、自分の居場所を自分の中に見つけたから、と述べている。
ジャケット撮影とブックレットに加え、アルバムタイトル曲「愛を」のミュージックビデオの監修もレスリー・キーが担当している。
今作の発売を記念したプレミアムコンサートが、鈴木茂をはじめ複数のミュージシャンを迎えて品川教会 グローリアチャペルと、東京・原宿クエストホールにて開催された。またEPOは、9月19日にエフエム東京(TOKYO FM)の番組「KIRIN BEER "Good Luck" LIVE」にゲストとして出演している。

## 批評
タワーレコードの商品ページでは、「EPOのデビュー35周年(2015年時)を記念したアルバム。初期の作品に見られた未来へのウキウキ、ワクワクした感じはそのままに、色々な経験をした大人の女性のゆったりした幸福感が加味され、まるで自然の鳥の声や波の音のように心に響くポップス満載の一枚。」と評されている。

## 収録曲

### CD
| 全作詞・作曲・編曲: EPO。 |                                |       |            |      |
| #                         | タイトル                       | 作詞  | 作曲・編曲 | 時間 |
| 1.                        | 「もう一度恋をしてみようかな」 | EPO   | EPO        | 3:58 |
| 2.                        | 「明るい方へ風は吹いてゆく」   | EPO   | EPO        | 5:39 |
| 3.                        | 「ほんとはね」                 | EPO   | EPO        | 6:06 |
| 4.                        | 「泣いたプライド」             | EPO   | EPO        | 5:45 |
| 5.                        | 「遠くで声が聞こえる」         | EPO   | EPO        | 7:10 |
| 6.                        | 「忘れられない人」             | EPO   | EPO        | 4:05 |
| 7.                        | 「愛を」                       | EPO   | EPO        | 5:40 |
| 8.                        | 「Late Summer Samba」          | EPO   | EPO        | 3:58 |
| 9.                        | 「明かりのつかない部屋」       | EPO   | EPO        | 4:47 |
| 10.                       | 「Sweet Telepathy」            | EPO   | EPO        | 5:57 |
| 11.                       | 「毎日がバカンス」             | EPO   | EPO        | 5:26 |
| 合計時間:                 | 合計時間:                      | 58:37 |            |      |

## レコーディングメンバー
| もう一度恋をしてみようかな - Guitar: 鈴木茂、伊集タツヤ - Bass: ドン久保田 - Drums & percussion: 宮田まこと - All other instruments & Chorus: EPO 明るい方へ風は吹いてゆく - Guitar: 笹子重治 - Bass: ドン久保田 - Drums: 宮田まこと - All other instruments & Chorus: EPO ほんとはね - Guitar: 笹子重治 - Bass: ドン久保田 - Piano: サトウユウ子 - Drums & percussion: 小谷和也 - All other instruments & Chorus: EPO 泣いたプライド - Guitar: 鈴木茂 - Bass: ドン久保田 - Drums: 宮田まこと - All other instruments & Chorus: EPO 遠くで声が聞こえる - Bass: ドン久保田 - Piano: サトウユウ子 - Drums: 小谷和也 - All other instruments & Chorus: EPO | 忘れられない人 - All other instruments & Chorus: EPO 愛を - Guitar: 笹子重治 - Bass: 瀬川信二 - Drums: 佐藤正治、宮田まこと - All other instruments & Chorus: EPO Late Summer Samba - A. Guitar: 笹子重治 - Percussion: 渡辺亮 - E. Guitar, Chorus: 秋元カヲル - Chorus: 宮川雅彦 - All other instruments & Chorus: EPO 明かりのつかない部屋 - Guitar: 伊集タツヤ - Bass: ドン久保田 - Drums & percussion: 宮田まこと - All other instruments & Chorus: EPO Sweet Telepathy - Percussion: 宮田まこと - All other instruments & Chorus: EPO 毎日がバカンス - Bass: ドン久保田 - Drums: 宮田まこと - All other instruments & Chorus: EPO |

## コンサート
|   | 日時           | タイトル                                         | 会場                        |
| - | -------------- | ------------------------------------------------ | --------------------------- |
| 1 | 2015年10月2日  | EPO New Album Premium Concert ”愛を〜LOVE IS ON” | 品川教会 グローリアチャペル |
| 2 | 2015年12月19日 | EPO AQUA NOME 2015                               | 原宿クエストホール          |